# C'mon C'mon (musikalbum av Sheryl Crow)
C'mon C'mon är det fjärde studioalbumet av den amerikanska artisten Sheryl Crow som släpptes den 8 april 2002.

## Låtlista
| Nr  | Titel                              | Kompositör               | Längd |
| --- | ---------------------------------- | ------------------------ | ----- |
| 1.  | Steve McQueen                      | Sheryl Crow, John Shanks | 3:25  |
| 2.  | Soak Up the Sun (Liz Phair)        | Crow, Jeff Trott         | 4:52  |
| 3.  | You're an Original (Lenny Kravitz) | Crow, Trott              | 4:18  |
| 4.  | Safe and Sound                     | Crow                     | 4:32  |
| 5.  | C'mon, C'mon (Stevie Nicks)        | Crow                     | 4:45  |
| 6.  | It's So Easy (Don Henley)          | Crow, Kathryn Crow       | 3:24  |
| 7.  | Over You                           | Crow                     | 4:38  |
| 8.  | Lucky Kid                          | Crow, Trott              | 4:02  |
| 9.  | Diamond Road (Stevie Nicks)        | Crow, Marti Frederiksen  | 4:09  |
| 10. | It's Only Love (Gwyneth Paltrow)   | Stevie Nicks, Crow       | 5:05  |
| 11. | Abilene (Natalie Maines)           | Crow, Trott              | 4:05  |
| 12. | Hole in My Pocket                  | Crow, Peter Stroud       | 4:37  |
| 13. | Weather Channel (Emmylou Harris)   | Crow                     | 4:40  |

| 14. | Missing            | Crow               | 4:27 |
| 15. | I Want You         | Crow               | 4:55 |
| 16. | You're Not the One | Crow, Stevie Nicks | 4:06 |

| 14. | Missing    | Crow | 4:25 |
| 15. | I Want You | Crow | 4:53 |

| 14. | Missing | Crow | 4:23 |